# Alise Post
Alise Willoughby z d. Post (ur. 17 stycznia 1991 w St. Cloud) – amerykańska kolarka BMX, ośmiokrotna medalistka mistrzostw świata oraz srebrna medalistka igrzysk olimpijskich.

## Kariera
Największy sukces w karierze Alise Post osiągnęła w 2010 roku, kiedy zdobyła brązowy medal w konkurencji elite podczas mistrzostw świata w Pietermaritzburgu. W zawodach tych wyprzedziły ją jedynie Brytyjka Shanaze Reade oraz Sarah Walker z Nowej Zelandii. W 2012 roku wzięła udział w igrzyskach olimpijskich w Londynie, plasując się ostatecznie na dwunastej pozycji. Kolejny medal zdobyła w 2013 roku, kiedy na mistrzostwach świata w Auckland była druga w jeździe na czas, za Kolumbijką Marianą Pajón.